# Нижняя Кизьма
Нижняя Кизьма (Кизьма) — река в Вологодской области России.
Протекает по территории Харовского района в юго-восточном направлении. Берёт начало из озера Киземского на высоте 144 метра над уровнем моря. Впадает в реку Сить в 31 км от её устья по правому берегу. Длина реки составляет 29 км, площадь водосборного бассейна — 320 км².
Вдоль течения реки расположены населённые пункты Азлецкого и Шапшинского сельских поселений.

## Данные водного реестра
По данным государственного водного реестра России относится к Двинско-Печорскому бассейновому округу, водохозяйственный участок реки — озеро Кубенское и реки Сухона от истока до Кубенского гидроузла, речной подбассейн реки — Сухона. Речной бассейн реки — Северная Двина.
По данным геоинформационной системы водохозяйственного районирования территории РФ, подготовленной Федеральным агентством водных ресурсов:
- Код водного объекта в государственном водном реестре — 03020100112103000005955
- Код по гидрологической изученности (ГИ) — 103000595
- Код бассейна — 03.02.01.001
- Номер тома по ГИ — 03
- Выпуск по ГИ — 0

### Притоки (км от устья)
- 21 км — река Леденьга (лв)